# BMW N52
BMW N52 — бензиновый двигатель внутреннего сгорания немецкого автоконцерна BMW. Производился с 2004 по 2015 год. Пришёл на смену двигателю BMW M54. Впервые был представлен на BMW E90 и BMW E63. Двигатель был включён в список 10 самых лучших двигателей Уорда в 2006 и 2007 годах.

## Технические характеристики
| Тип    | Объём    | Мощность                            | Крутящий момент              | Годы производства |
| ------ | -------- | ----------------------------------- | ---------------------------- | ----------------- |
| N52B25 | 2497 см3 | 130 кВт (177 л. с.) при 5800 об/мин | 230 Н*м при 3500—5000 об/мин | 2005—2008         |
| N52B25 | 2497 см3 | 150 кВт (204 л. с.) при 6400 об/мин | 250 Н*м при 2750 об/мин      | 2007—2011         |
| N52B25 | 2497 см3 | 160 кВт (218 л. с.) при 6500 об/мин | 250 Н*м при 2750—4250 об/мин | 2004—2013         |
| N52B30 | 2996 см3 | 160 кВт (215 л. с.) при 6100 об/мин | 270 Н*м при 2500—4250 об/мин | 2006—2010         |
| N52B30 | 2996 см3 | 160 кВт (215 л. с.) при 6100 об/мин | 280 Н*м при 2500—3500 об/мин | 2010—2011         |
| N52B30 | 2996 см3 | 170 кВт (228 л. с.) при 6500 об/мин | 270 Н*м при 2750 об/мин      | 2007—2013         |
| N52B30 | 2996 см3 | 180 кВт (241 л. с.) при 6500 об/мин | 310 Н*м при 2750 об/мин      | 2008—2011         |
| N52B30 | 2996 см3 | 190 кВт (255 л. с.) при 6600 об/мин | 300 Н*м при 2500—4000 об/мин | 2010—2011         |
| N52B30 | 2996 см3 | 190 кВт (255 л. с.) при 6600 об/мин | 310 Н*м при 2600 об/мин      | 2009—2015         |
| N52B30 | 2996 см3 | 195 кВт (261 л. с.) при 6600 об/мин | 315 Н*м при 2750—4250 об/мин | 2005—2009         |
| N52B30 | 2996 см3 | 200 кВт (268 л. с.) при 6650 об/мин | 315 Н*м при 2750 об/мин      | 2006—2010         |

## Галерея

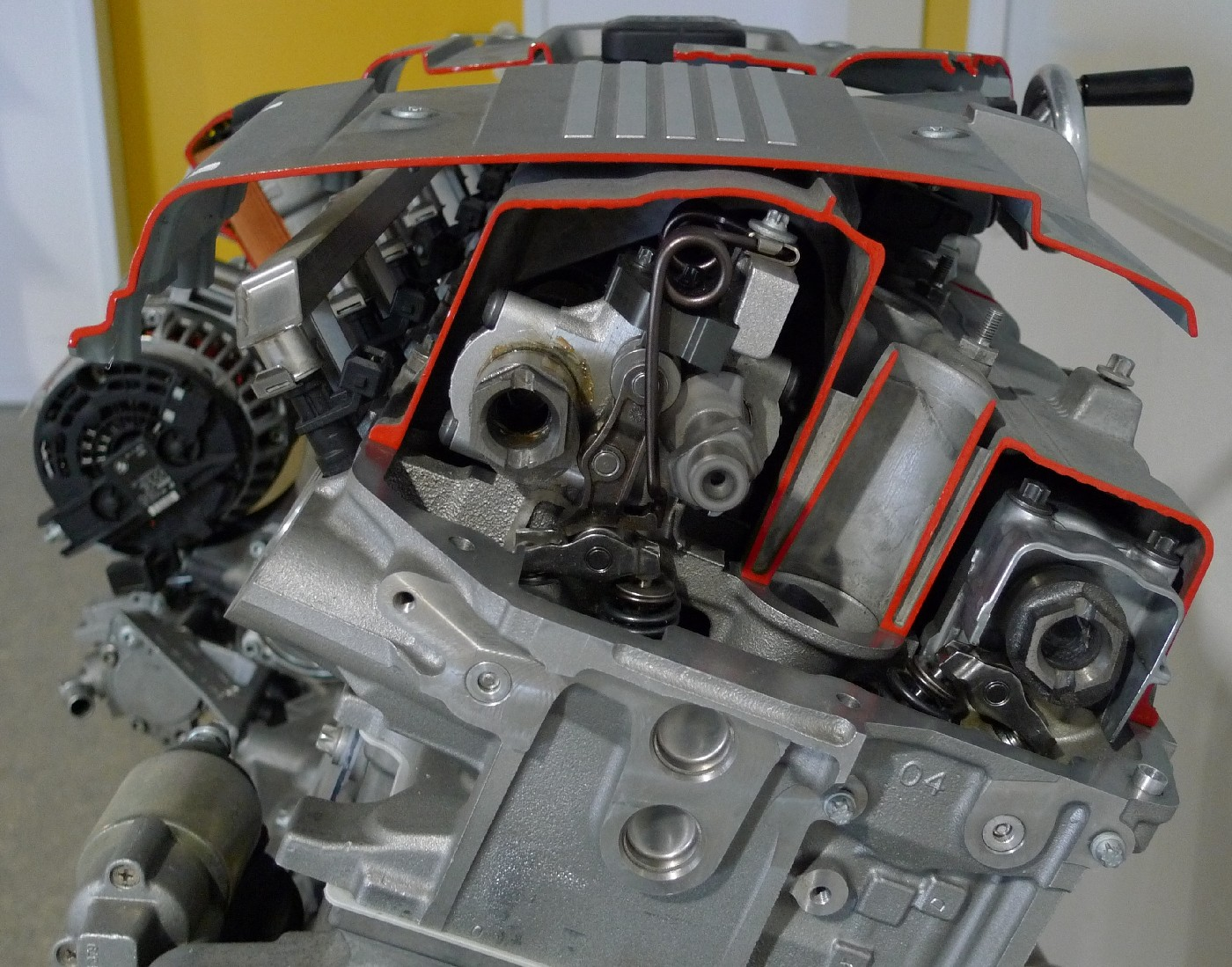
Вид сзади
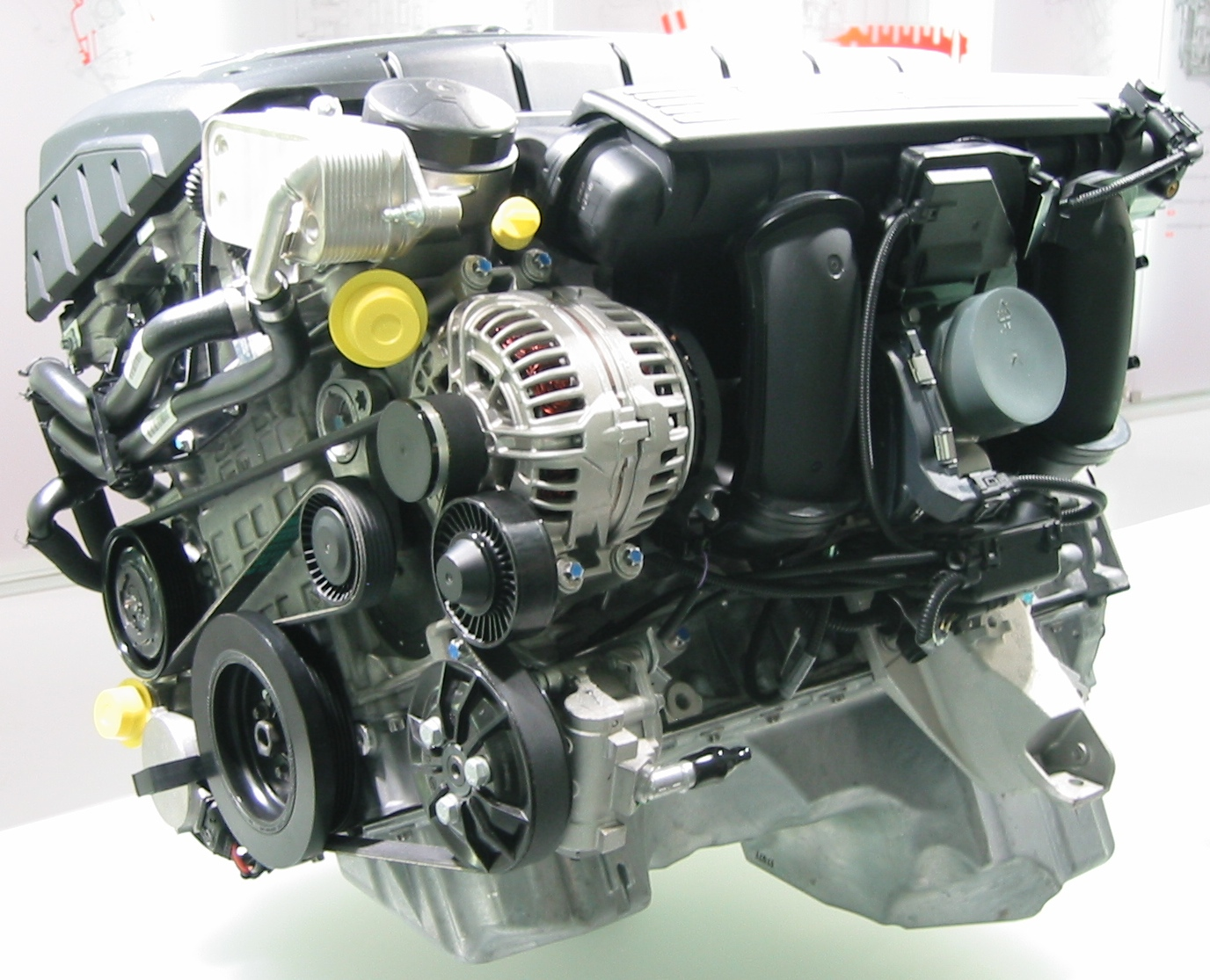
Внутреннее устройство двигателя
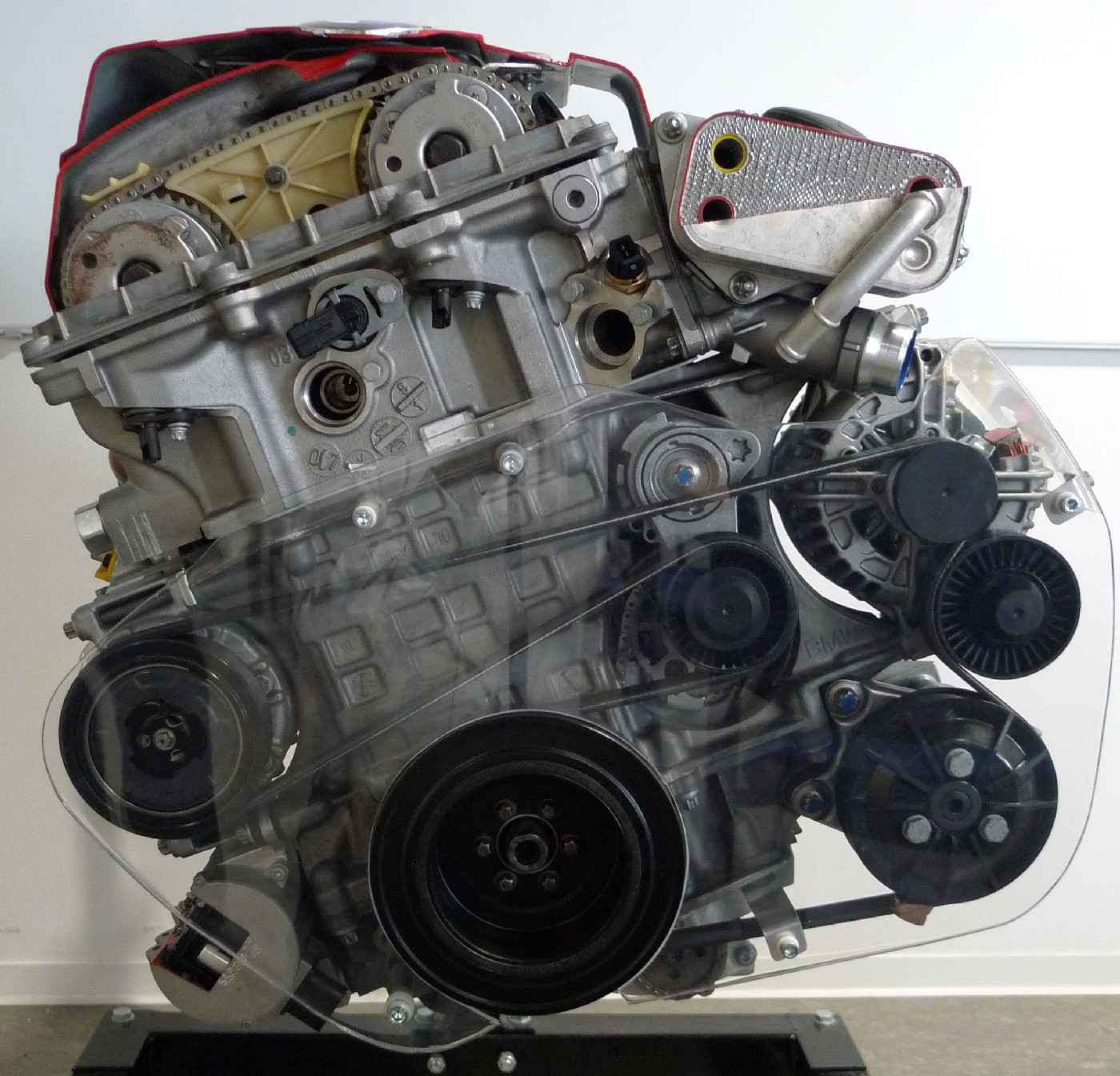
Вид спереди
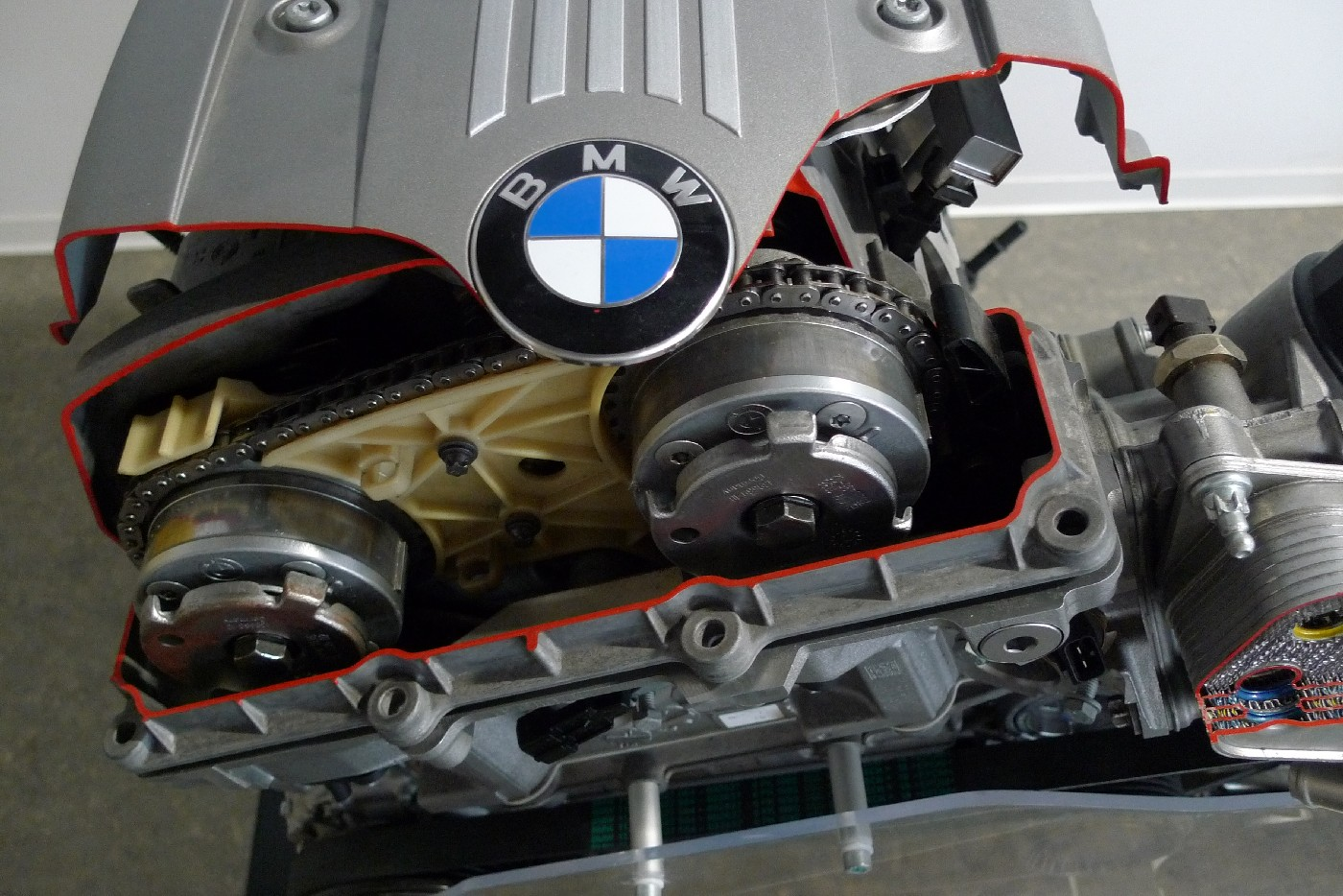
Вид спереди (с агрегатами VANOS)
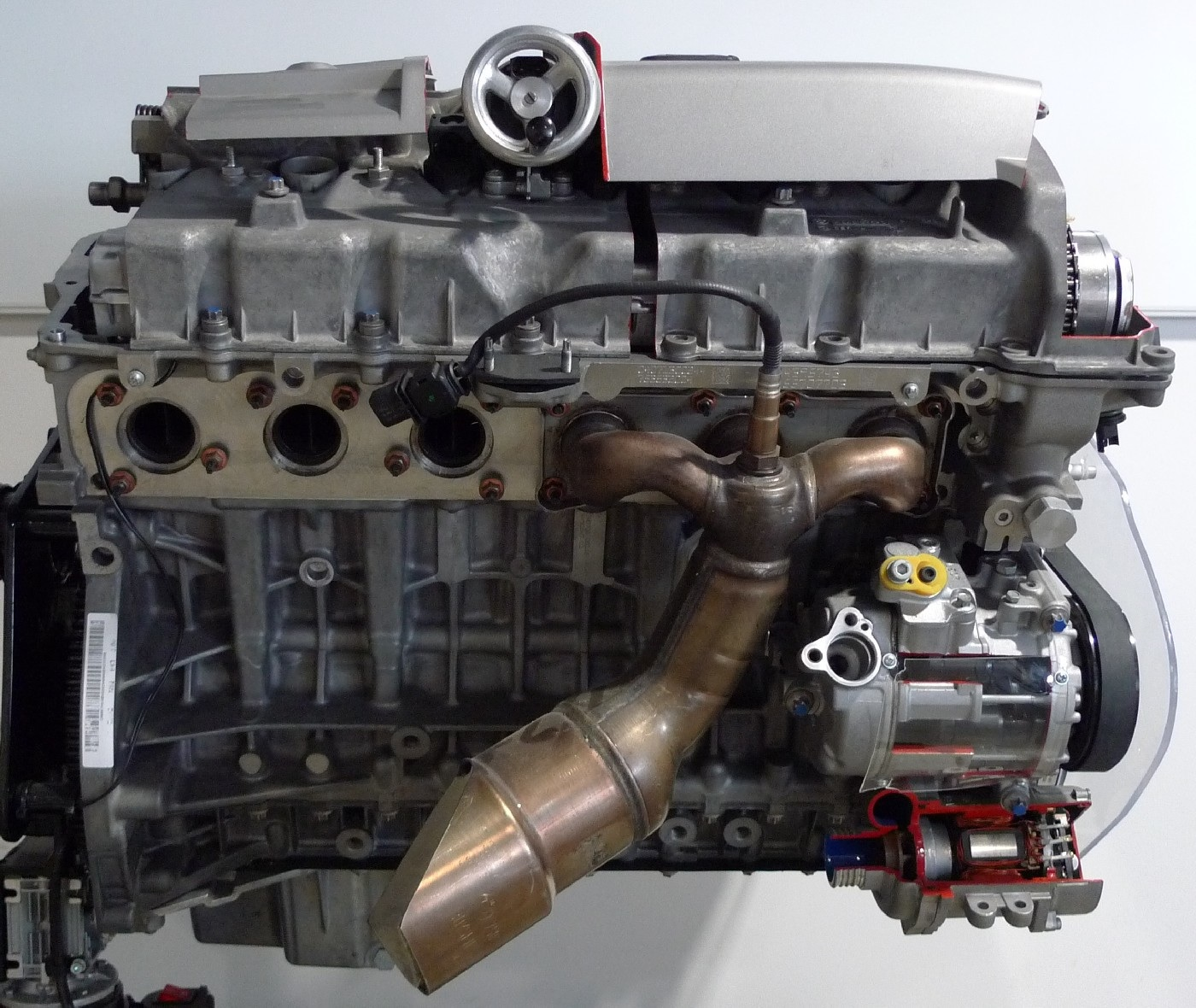
Выхлопная система
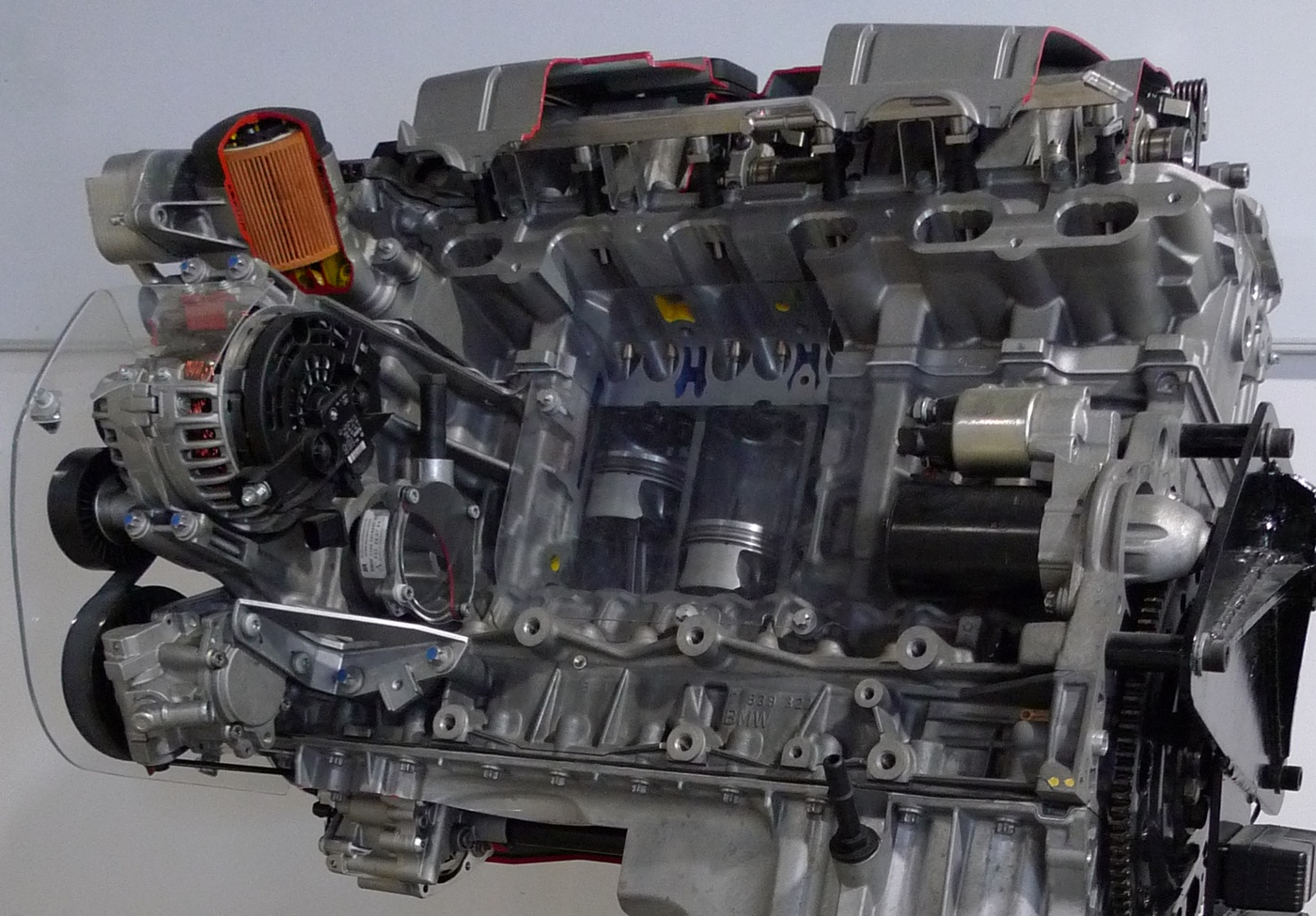
Цилиндры двигателя